# Эбесилио, Лоренцо
Лоренцо Лерой Эбесилио (нидерл. Lorenzo Leroy Ebecilio; родился 24 сентября 1991, Хорн) — нидерландский футболист, атакующий полузащитник любительского клуба ДХСК (Утрехт).

## Биография
Карьера Лоренцо Эбесилио стартовала в «Де Блоккерсе» — любительском клубе из Хорна. Позже он играл за молодёжные команды ХВВ «Холландия» и АЗ.
Через несколько месяцев после смерти отца, 27 октября 2005 года, у Лоренцо случился сердечный приступ. Он перенёс остановку сердца, помогло лишь применение дефибриллятора. В связи с этим он был вынужден покинуть АЗ и вернуться в ХВВ «Холландия». После операции Эбисилио не имел никаких проблем со здоровьем. Впоследствии «Аякс» предложил ему место в своей футбольной академии.
В «Аяксе» Эбесилио играл за юношескую команду под руководством Франка де Бура. 12 декабря 2010 года, через шесть дней после ухода Мартина Йола и приглашения де Бура на пост главного тренера, Лоренцо дебютировал за главную команду «Аякса» в победном матче против «Витесс». В последнем матче сезона он отыграл все 90 минут против своего бывшего клуба — АЗ и был признан лучшим игроком матча. Также Эбесилио дебютировал в Лиге Европы в матче против бельгийского «Андерлехта».
В начале сезона 2012/13 Эбесилио перестал попадать в основной состав «Аякса». По словам футболиста, виной тому были потеря концентрации, излишняя расслабленность и ошибки молодости. Поэтому Лоренцо решился на переход в донецкий «Металлург». Контракт с футболистом был подписан на 3 года.
Не отработав полностью контракт в июне 2013 года покинул клуб.
5 июня 2013 года было объявлено, что Эбесилио подписал годичный арендный контракт с азербайджанским клубом «Габала». В конце июня 2014 года прибыл на просмотр в саранскую «Мордовию». В конце месяца клуб объявил об аренде Эбисилио до конца сезона. В чемпионате России дебютировал 2 августа в матче с «Уралом». На 56-й минуте Лоренцо получил травму и в итоге покинул поле на носилках. Вскоре после матча пресс-служба клуба объявила, что футболист получил перелом левой ноги и его восстановление займёт до полугода. Первый матч после травмы Эбесилио провёл лишь в 22 туре чемпионата, выйдя на замену в матче против «Амкара». Постепенно стал игроком основного состава и смог дважды забить гол (с пенальти в матче против «Уфы» и с игры — «Торпедо»).
7 июля 2015 года Эбесилио присоединился к «Анжи», куда его пригласил Юрий Сёмин, который тренировал его в «Мордовии» и оставшийся высокого мнения об игре нидерландца.
29 июня 2018 года перешёл в сербский клуб «Црвена Звезда».

## Личная жизнь
Во время пребывания в России Эбесилио встречался с двумя девушками — Анной Багаевой и Дарьей Данилиной, в результате чего уже после отъезда футболиста из страны случился скандал, связанный с тем, что он стал отцом двоих детей от двух этих женщин. Позже стало известно, что Эбесилио мог поддерживать отношения с Багаевой и Данилиной одновременно, о чём говорит тот факт, что они родили детей в один день — 17 января 2017 года (Багаева родила дочь Малену, а Данилина — сына Матео). ДНК-экспертиза, проведённая в рамках программы «Первого канала» «Пусть говорят», подтвердила наличие родственных связей между детьми.

## Достижения
«Аякс»
- Чемпион Нидерландов (2): 2010/11, 2011/12

АПОЭЛ
- Чемпион Кипра (2): 2016/17, 2017/18

«Црвена Звезда»
- Чемпион Сербии: 2018/19

## Статистика выступлений
По состоянию на 19 декабря 2020
| Клуб             | Сезон            | Чемпионат | Чемпионат | Кубок | Кубок | Еврокубки | Еврокубки | Итого | Итого |
| Клуб             | Сезон            | Игры      | Голы      | Игры  | Голы  | Игры      | Голы      | Игры  | Голы  |
| ---------------- | ---------------- | --------- | --------- | ----- | ----- | --------- | --------- | ----- | ----- |
| Аякс             | 2010/11          | 16        | 3         | 4     | 2     | 4         | 0         | 24    | 5     |
| Аякс             | 2011/12          | 22        | 6         | 0     | 0     | 5         | 0         | 27    | 6     |
| Аякс             | Итого            | 38        | 9         | 4     | 2     | 9         | 0         | 51    | 11    |
| Металлург        | 2012/13          | 6         | 0         | 0     | 0     | 0         | 0         | 6     | 0     |
| Металлург        | Итого            | 6         | 0         | 0     | 0     | 0         | 0         | 6     | 0     |
| Габала           | 2013/14          | 32        | 8         | 5     | 0     |           |           | 37    | 8     |
| Габала           | Итого            | 32        | 8         | 5     | 0     |           |           | 37    | 8     |
| Мордовия         | 2014/15          | 10        | 2         | 0     | 0     |           |           | 10    | 2     |
| Мордовия         | Итого            | 10        | 2         | 0     | 0     |           |           | 10    | 2     |
| Анжи             | 2015/16          | 27        | 2         | 2     | 0     |           |           | 29    | 2     |
| Анжи             | 2016/17          | 13        | 1         | 1     | 0     |           |           | 14    | 1     |
| Анжи             | Итого            | 40        | 3         | 3     | 0     |           |           | 43    | 3     |
| АПОЭЛ            | 2016/17          | 8         | 2         |       |       | 3         | 0         | 11    | 2     |
| АПОЭЛ            | 2017/18          | 29        | 8         |       |       | 10        | 0         | 39    | 8     |
| АПОЭЛ            | Итого            | 37        | 10        |       |       | 13        | 0         | 50    | 10    |
| Црвена звезда    | 2018/19          | 19        | 2         | 2     | 0     | 9         | 1         | 30    | 3     |
| Црвена звезда    | Итого            | 19        | 2         | 2     | 0     | 9         | 1         | 30    | 3     |
| Джубило Ивата    | 2019/20          | 3         | 0         | 1     | 0     |           |           | 4     | 0     |
| Джубило Ивата    | Итого            | 3         | 0         | 1     | 0     |           |           | 4     | 0     |
| Всего за карьеру | Всего за карьеру | 185       | 34        | 15    | 2     | 31        | 1         | 231   | 37    |